# Paçoca de amendoim
La pazoca de maní (en portugués: paçoca de amendoim) es un dulce típico brasileño, a base de maní y azúcar. Se prepara generalmente para la celebración de la Semana Santa y de la tradicional festa Junina. La preparación de la pazoca es una tradición culinaria pascual que va unida a la tradición de amor y armonía en familia. Aunque inicialmente artesanal, ahora se vende paçoca industrializada en los supermercados a lo largo de todo el año. Es un dulce consumido tradicionalmente en los estados de Paraná, São Paulo e Minas Gerais.
Otras Informaciones:
No debe confundirse el confite Paçoca de amendoim con el paçoca de pilão o de carne que es un alimento salado y se hace con carne-de-sol (carne secada al sol).
La palabra portuguesa paçoca ha sido traducida al español como «pazoca» para denominar el mismo confite elaborado con maní y también de otros frutos secos.